# Ghibanizza
(Antico proverbio serbo)
La ghibanizza o gibanica (in serbo гибаница?, pronuncia: [ˈɡibanit͡sa]) è un dolce di pasticceria tipico dei Balcani ed in particolare della Serbia. Viene preparato generalmente con formaggio fresco e uova e le ricette possono variare dal dolce al salato e da semplici fino ad elaborate torte multi-strato tradizionali per le festività.
Il termine deriva dal verbo "gibati" (ги́бати) della lingua serba, che significa "piegare, muoversi". Il dolce viene citato nel dizionario serbo del 1818 del linguista serbo Vuk Stefanović Karadžić.
Il dolce viene servito per colazione insieme al kefir o yogurt bianco. Oltre che nei Balcani, la ghibanizza può essere gustata nei ristoranti di cucina serba nel mondo.
La ghibanizza è uno dei dolci più popolari e tipici dei Balcani, e viene servito sia nelle occasioni festive, sia in famiglia. In Serbia, la torta viene consumata come piatto tradizionale di Natale, Pasqua e Slava (patrono di famiglia).

## Etimologia
Nel vocabolario dell'Accademia Jugoslava, così come nel dizionario etimologico delle lingue slave, la parola gibanica viene fatta derivare dal verbo della lingua serba gíbati/ги́бати, che significa "piegare, muoversi". Esistono inoltre altre parole derivate in serbo-croato, come gibaničar/гибаничар (colui che prepara/ama mangiare la ghibanizza e, in senso dispregiativo, scroccone).

## Storia
La parola gibanica fu utilizzata nei Balcani nel XVII secolo come cognome o nomignolo. La parola serba gìbanica/гѝбаница venne inclusa nel dizionario serbo, scritto nel 1818 dal filologo e linguista serbo Vuk Stefanović Karadžić, il quale viaggiò a lungo nei Balcani e annotò fatti interessanti su tradizioni e costumi serbi. Riguardo alla gibanica, spiegò che "è una torta con formaggio molle tra pasta sfoglia mischiata con kaymak, latte e uova".
Durante la seconda guerra mondiale, mentre si nascondevano dalle forze della Germania nazista nelle foreste della Jugoslavia, i Cetnici serbi crearono la cosiddetta Gibanica cetnica, con gli ingredienti ricevuti dai contadini: quando il comandante dei partigiani jugoslavi, Josip Broz Tito, e il leader dei cetnici Draža Mihailović si incontrarono a Ravna Gora nel 1941, venne servita una gibanica e patate cotte nel sač insieme a kaymak preparate appositamente per loro.
Nel 2007, la Gibanica è divenuta un marchio ufficiale di un prodotto esportato della Serbia: alla fiera di Belgrado l'industria alimentare "Alexandria" presentò una gibanica semi-cotta e congelata per il mercato internazionale.

## Preparazione
La ricetta originale della gibanica include la tradizionale pasta fillo casalinga e formaggio molle fresco di mucca. Il formaggio può essere feta o sirene. La torta viene preparata tradizionalmente come una "gužvara" (torta ripiena), in modo che la pasta fillo nel mezzo viene riempita e mescolata. Oltre al formaggio molle, l'impasto contiene uova, latte, kaymak, strutto, sale e acqua. Inoltre, il ripieno può contenere spinaci, carne, ortiche, patate e cipolla. Per velocizzare la preparazione, può essere utilizzata la pasta fillo già prodotta, unitamente a olio di semi di girasole o olio di oliva al posto dello strutto.
La ghibanizza è un dolce a forma rotonda con crosta croccante bruno-dorata. L'interno è a più strati, e comprende una pasta sfoglia con piccoli pezzi di formaggio tra ogni strato. La ghibanizza può essere servita calda al mattino ed è generalmente accompagnata da yogurt..

### Varianti

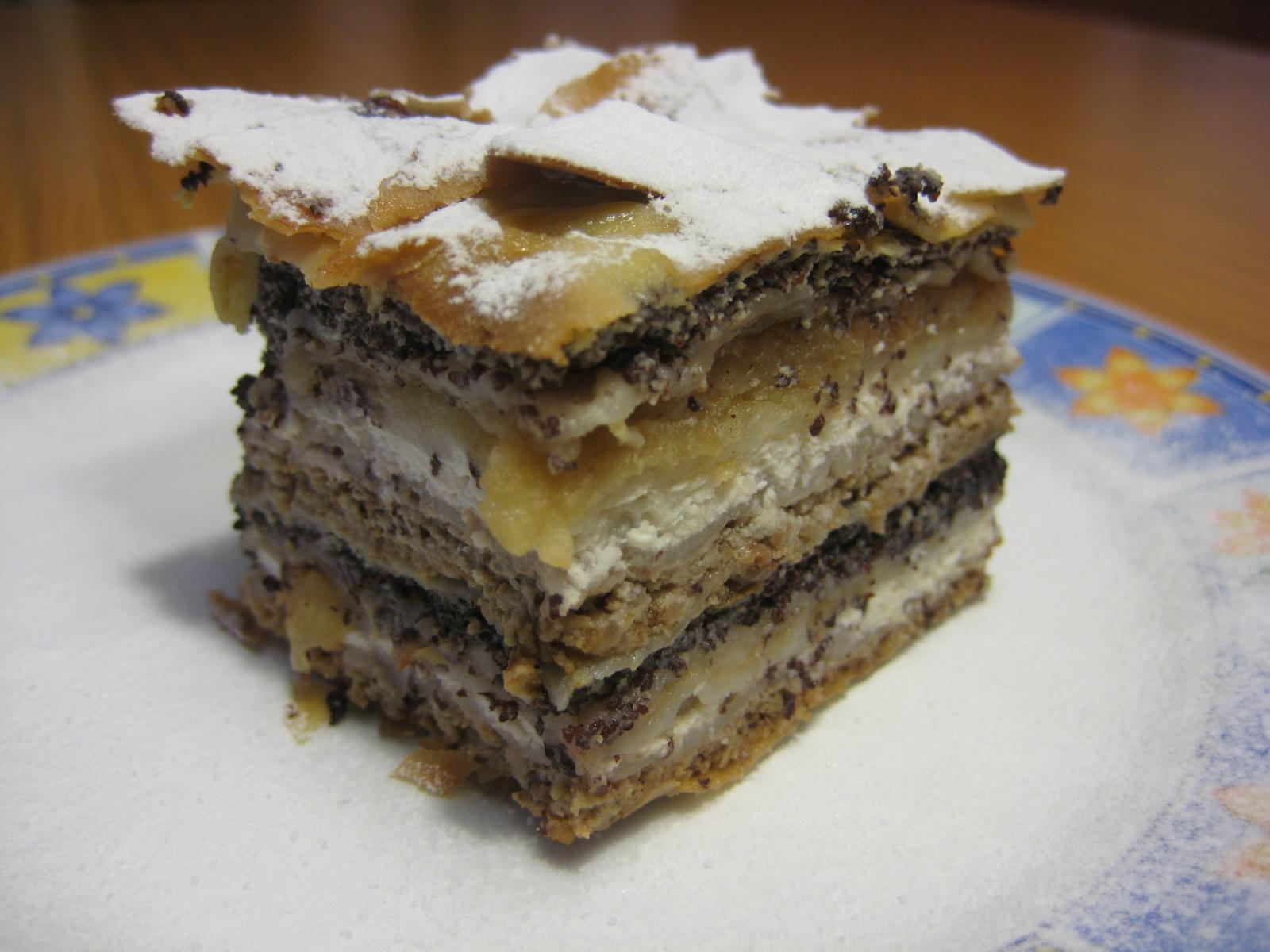
La Prekmurska gibanica: una variante della ghibanizza nella cucina slovena.

Molte varianti di ghibanizza e relative ricette sono diffuse nei Balcani; differenti ghibanizze sono parte della cucina nazionale di Bosnia ed Erzegovina, Croazia, Macedonia del Nord, Serbia, Slovenia, Italia, Grecia e Bulgaria (dove viene chiamata Banitsa).
Dalla ricetta di base, sono derivate molte specialità locali. La Prekmurska gibanica, ad esempio, è una torta molti-strato della provincia dell'Oltremura in Slovenia, ed è servita come dessert nelle festività. La Međimurska gibanica, della vicina regione del Međimurje in Croazia, è molto simile, ma più semplice e meno "formale", poiché composta da soli quattro strati ripieni di formaggio quark, semi di papavero, mele e noci). La Prleška gibanica è la variante preparata nella regione della Prlekija sulla sponda occidentale del fiume Mura.
Oltre ai Balcani, il concetto base della ghibanizza (relativo ad una torta contenente formaggio e altri ripieni) è presente anche in Anatolia e nei paesi del mediterraneo orientale. Ad esempio la Shabiyat (Sh'abiyat, Shaabiyat) è una ricetta della cucina di Siria e Libano. La ghibanizza assomiglia inoltre ad una specie di strudel di formaggio, con il quale condivide probabilmente un antenato comune nelle ricette della regione e nelle antiche cucine degli imperi bizantino ed ottomano.

## Nella cultura di massa
La ghibanizza è uno dei dolci più popolari e riconoscibili della cucina balcanica, servita sia nelle occasioni festive che come spuntino casalingo..
La più grande ghibanizza mai realizzata fu preparata a Mionica nel 2007: pesava oltre 1.000 kg e per la sua realizzazione sono stati necessari 330 kg di pasta fillo, 330 kg di formaggio, 3.300 uova, 30 litri di olio, 110 litri di acqua minerale, 50 kg di strutto e 500 confezioni di lievito in polvere.
In Serbia, così come nei paesi vicini, esistono sagre dedicate alla pietanza. Uno di essi è il Festival della ghibanizza (chiamato anche "Giorni della Banitsa") organizzato annualmente a Bela Palanka dal 2005.

## Informazioni nutrizionali
100 grammi di gibanica contengono mediamente: 1.255 kJ (300 kcal), 15,4 g di carboidrati, 22,2 g di grassi e 9,9 g di proteine.